# دیابلو (بازی ویدئویی)
دیابلو (به انگلیسی: Diablo) یک بازی ویدئویی در سبک نقش‌آفرینی اکشن و هک اند اسلش است که توسط استودیوی بلیزارد شمال توسعه یافته و به‌وسیلهٔ بلیزارد انترتینمنت در تاریخ ۳۱ دسامبر ۱۹۹۶، برای مایکروسافت ویندوز منتشر شده است. همچنین یک بسته الحاقی برای این بازی تحت عنوان دیابلو: آتش دوزخ توسط سییرا آن-لاین در سال ۱۹۹۷ منتشر شد. در سال ۱۹۹۸، الکترونیک آرتس دیابلو را برای کنسول پلی‌استیشن شرکت سونی منتشر کرد. نسخه‌ای برای کنسول سگا ساترن توسط الکترونیک آرتس در دستور کار قرار داشت، اما هرگز عرضه نشد. همچنین موفقیت‌های این بازی موجب ساخت دو دنبالهٔ تحت عناوین دیابلو ۲ (۲۰۰۰) و دیابلو ۳ (۲۰۱۲) نیز شد.

## داستان
بازی با ورود شخصیت بازیکن به شهر تریسترم آغاز می‌شود. چند تن از بازماندگان شهر مانند دکارد کاین (پیر خردمند) به بازیکن کمک می‌کنند. مسیر بازی از کلیسای جامع آغاز شده و به ترتیب به سمت زیرزمین‌ها، دخمه‌ها، غارها و در نهایت خود دوزخ پیش می‌رود که در هر بخش ترکیبی از موجودات زنده‌نمای مرده، حیوانات و شیاطین حضور دارند. شاه لریک نیز به عنوان اسکلت شاه احیا شده است.
در مراحل پایانی بازی، قهرمان باید ابتدا لازاروس اسقف اعظم و در نهایت خود دیابلو را شکست دهد. پس از شکست دیابلو، قهرمان سنگ روح را از پیشانی دیابلو خارج می‌کند و جسد بی‌جان شاهزاده آلبرشت باقی می‌ماند. سپس قهرمان همان سنگ روح را در پیشانی خود فرومی‌کند و به این ترتیب ذات دیابلو را در خود زندانی می‌نماید.
در دنباله بازی (دیابلو ۲) مشخص می‌شود که در روایت رسمی، جنگجو همان قهرمانی بوده که دیابلو را شکست داده اما در نهایت تسخیر شده است. همچنین شخصیت روج به بلاد ریون و جادوگر به فالس سامونر تبدیل شده‌اند که هر دو به عنوان دشمن در بازی ظاهر می‌شوند. دیابلو ۳ با تغییراتی در داستان، این جنگجوی بی‌نام را به عنوان پرنس آیدان، پسر ارشد لریک و برادر بزرگتر آلبرشت معرفی می‌کند.

## بسته الحاقی و انتشارهای مجدد
بسته الحاقی تولید شده برای بازی دیابلو با نام دیابلو: آتش دوزخ در سال ۱۹۹۷ عرضه شد. این محصول توسط شرکت سینرژیستیک سافتور ساخته و توسط سییرا انترتینمنت منتشر گردید، نه توسط تیم توسعه داخلی بلیزارد شمال. امکان بازی چندنفره این بسته در نسخه ۱٫۰۱ حذف شد. محتوای اضافه شده شامل دو بخش جدید از سیاهچال با یک داستان جانبی، آیتم‌های خاص و قابلیت‌های جادویی جدید، طلسم‌ها و یک کلاس شخصیت تازه به نام راهب بود. همچنین دو کلاس آزمایشی ناتمام (بارد و بربر) و دو مأموریت وجود داشت که با تغییر فایل تنظیمات قابل دسترسی می‌شدند.
در سال ۱۹۹۶، بلیزارد حقوق انحصاری جهانی برای ساخت، انتشار و پخش نسخه‌های کنسولی بازی را به الکترونیک آرتس واگذار کرد. نسخه پلی‌استیشن دیابلو در سال ۱۹۹۸ توسط کلیمکس استودیوز توسعه یافت و الکترونیک آرتز آن را منتشر کرد. این نسخه امکان بازی آنلاین نداشت ولی حالت دونفره همکاری در آن گنجانده شده بود. تفاوت‌های اصلی با نسخه کامپیوتر شامل افکت‌های نوری جدید، سیستم هدف‌گیری خودکار برای سلاح‌های دوربرد و طلسم‌ها، و امکان افزایش سرعت بازی بود.
بازی در سال ۱۹۹۸ به همراه هلفایر در مجموعه‌ای به نام دیابلو + هلفایر مجدداً عرضه شد. مجموعه منتخب بازی‌های سال بلیزارد در سال ۱۹۹۸ شامل دیابلو، استارکرفت و وارکرفت ۲: امواج تاریکی بود. آنتولوژی بلیزارد در سال ۲۰۰۰ حاوی دیابلو، استارکرفت: جنگ تولیدمثل، نسخه الحاقی استارکرفت و وارکرفت ۲ بود. بسته هدیه دیابلو در سال ۲۰۰۰ شامل دیابلو و دیابلو ۲ بدون محتوای الحاقی بود. صندوق جنگ دیابلو در سال ۲۰۰۱ شامل دیابلو، دیابلو ۲ و بسته الحاقی آن بود. نسخه‌های بعدی این مجموعه شامل راهنمای بازی بودند اما بازی اصلی در آن‌ها وجود نداشت.
به مناسبت بیستمین سالگرد دیابلو، در رویداد بلیزکان ۲۰۱۶ اعلام شد که بسته الحاقی رایگان تاریک شدن تریسترم برای دیابلو ۳ منتشر خواهد شد. این به‌روزرسانی شامل یک سیاهچال ۱۶ سطحی، چهار باس اصلی از نسخه قدیمی و افکت‌های تصویری شبیه به بازی اصلی بود. نسخه آزمایشی این وصله در نوامبر ۲۰۱۶ عرضه شد.
در مارس ۲۰۱۹، دیابلو برای اولین بار به صورت دیجیتال در پلتفرم جی‌اوجی منتشر شد. این نسخه شامل دو نوع مختلف بود: نسخه اصلی ۱۹۹۶ و یک نسخه جدید با قابلیت‌های گرافیکی پیشرفته‌تر.